# Dāchepalle
Dāchepalle är en ort i Indien.   Den ligger i distriktet Guntūr och delstaten Andhra Pradesh, i den södra delen av landet, 1 400 km söder om huvudstaden New Delhi. Dāchepalle ligger 84 meter över havet och antalet invånare är 28 094.
Terrängen runt Dāchepalle är huvudsakligen platt. Dāchepalle ligger nere i en dal. Runt Dāchepalle är det tätbefolkat, med 319 invånare per kvadratkilometer. Närmaste större samhälle är Kārempūdi, 18,5 km söder om Dāchepalle. Trakten runt Dāchepalle består till största delen av jordbruksmark.